# Toyota Avensis
Der Toyota Avensis ist ein Pkw-Modell der Mittelklasse, welches von der japanischen Toyota Motor Corporation von Herbst 1997 bis Frühjahr 2018 hergestellt wurde. Sein Vorgängermodell war der Toyota Carina.

## Modellgeschichte
Wegen des regelmäßig guten Abschneidens in Pannenstatistiken und TÜV-Berichten hat sich der Toyota Avensis den Ruf erworben, ein zuverlässiges Auto zu sein.
Als Nachfolger des Carina (T19) wurde die erste Generation (T22) im Oktober 1997 in den Karosserievarianten Stufenheck, Schrägheck (Liftback) und Combi präsentiert. Im Herbst 2000 folgte die überarbeitete Version, die neben optischen Modifikationen wie Klarglasscheinwerfer auch drei neuen Motoren mit D4- bzw. VVT-i-Technik anzubieten hatte.
Anfang 2003 wurde die zweite Generation (T25) eingeführt. Sie wurde speziell für Europa entwickelt; erstmals wurde bei Toyota in großem Umfang Bosch-Technik eingesetzt. T25 ist der erste komplett Europa entstammende Toyota: Design aus Nizza, Getriebe aus Wałbrzych (Waldenburg/Schlesien), Motoren aus Jelcz-Laskowice und Endfertigung in Burnaston, Derbyshire.
Ab Mitte 2006 war das überarbeitete Modell der zweiten Generation erhältlich, was an der veränderten Frontschürze, LED-Blinkleuchten im Außenspiegel sowie Klarglasleuchten vorne und hinten erkennbar war. Die Version Executive erhielt serienmäßig Xenon-Scheinwerfer und einen CD-Wechsler.
Ende 2008 stellte Toyota die dritte Modellgeneration (T27) vor, die sich seit Anfang 2009 im Handel befindet. Von der Größe her mit dem T25 fast identisch, hatte sich bei der Motorentechnik etliches verändert. So soll Toyota Optimal Drive den Kraftstoffverbrauch um bis zu einem Viertel senken, die Leistung in manchen Fällen sogar steigern. Bei den Benzinmotoren wird auf die neue Valvematictechnik gesetzt, die Ventilhub und Steuerzeiten der Fahrsituation anpasst. Bei den Dieselmotoren wird weiterhin auf die Euro 5 erfüllenden D-4D- und D-CAT-Techniken gesetzt. Die Liftbackversion wird nicht mehr angeboten. Erstmals wird eine elektrische Handbremse eingesetzt. Seit April 2009 kann bei dem Avensis 2,2 D-4D ein 6-Stufen-Automatikgetriebe geordert werden.
Ab Sommer 2001 war eine Toyota Avensis Verso genannte Van-Version mit sieben Sitzen erhältlich, die den Toyota Picnic ablöste. Sie erhielt im Herbst 2003 ein Facelift.
Mitte 2005 wurde der Vertrieb des Verso in Deutschland eingestellt. Bis Ende 2009 war das Fahrzeug nur noch außerhalb Deutschlands, unter anderem als Toyota Ipsum, erhältlich.
Für Anfang 2019 kündigte Toyota die erneute Vermarktung des Toyota Camry an. Er gilt daher als das Nachfolgemodell des im Frühjahr 2018 ausgelaufenen Avensis.

## Avensis (T22, 1997–2003)
Der im Oktober 1997 vorgestellte Avensis mit dem Werkscode T22 kam im Januar 1998 auf den Markt. Er wurde speziell für europäische Kundenansprüche entwickelt. Mit dem Avensis konzipierte Toyota ein von Grund auf neues Fahrzeug, sodass vom Vorgänger Carina nur der Motor und ähnliche Konturen erhalten blieben. Der Avensis wurde wie dieser in den drei Karosserieversionen Stufenheck, Fließheck und Kombi angeboten, letzterer ein Derivat des nur in Japan verkauften Toyota Caldina. Vier Motoren standen zur Wahl: drei Benzinmotoren mit 1,6, 1,8 und 2,0 Liter Hubraum und ein 2,0-Liter-Turbodiesel.
Dank vieler Bauteile, die sich der Avensis mit anderen Baureihen teilte, entstand solide Qualität mit daraus resultierenden langen Laufleistungen. Zudem wartete er mit komfortablem Innenraum und guten Fahrqualitäten auf.

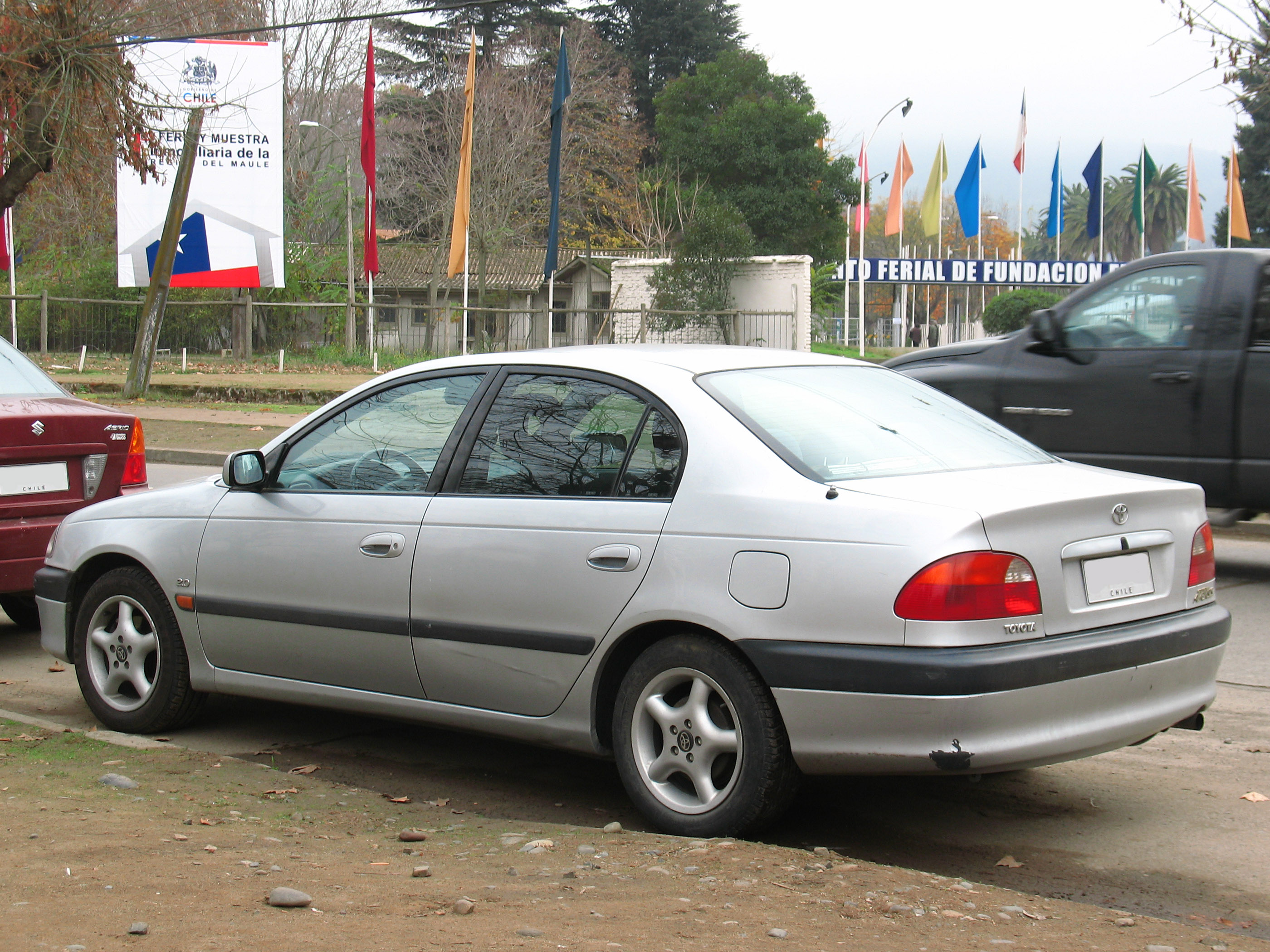
Toyota Avensis Stufenheck
(1997–2000)

| Sterne im Euro-NCAP-Crashtest (1998) |

### Technische Daten
|                             | 1.6                           | 1.6                         | 1.8                         | 2.0                         | 2.0 TD                     | 2.0 D-4D                    |
| Bauzeitraum                 | 10.1997–08.2000               | 10.1997–08.2000             | 10.1997–08.2000             | 10.1997–08.2000             | 10.1997–08.2000            | 11.1999–08.2000             |
| Motorkenndaten              |                               |                             |                             |                             |                            |                             |
| Motortyp                    | R4-Ottomotor                  | R4-Ottomotor                | R4-Ottomotor                | R4-Ottomotor                | R4-Dieselmotor             | R4-Dieselmotor              |
| Anzahl Ventile pro Zylinder | 4                             | 4                           | 4                           | 4                           | 2                          | 4                           |
| Ventilsteuerung             | DOHC, Zahnräder/ Zahnriemen   | DOHC, Zahnräder/ Zahnriemen | DOHC, Zahnräder/ Zahnriemen | DOHC, Zahnräder/ Zahnriemen | OHC, Zahnräder/ Zahnriemen | DOHC, Zahnräder/ Zahnriemen |
| Gemischaufbereitung         | Saugrohreinspritzung          | Saugrohreinspritzung        | Saugrohreinspritzung        | Saugrohreinspritzung        | Wirbelkammer- einspritzung | Common-Rail- Einspritzung   |
| Motoraufladung              | –                             | –                           | –                           | –                           | Turbolader, Ladeluftkühler | Turbolader, Ladeluftkühler  |
| Kühlung                     | Wasserkühlung                 | Wasserkühlung               | Wasserkühlung               | Wasserkühlung               | Wasserkühlung              | Wasserkühlung               |
| Bohrung × Hub               | 81,0 mm × 77,0 mm             | 81,0 mm × 77,0 mm           | 81,0 mm × 85,5 mm           | 86,0 mm × 86,0 mm           | 86,0 mm × 85,0 mm          | 82,2 mm × 94,0 mm           |
| Hubraum                     | 1587 cm³                      | 1587 cm³                    | 1762 cm³                    | 1998 cm³                    | 1975 cm³                   | 1995 cm³                    |
| Verdichtungsverhältnis      | 9,5:1                         | 9,5:1                       | 9,5:1                       | 9,8:1                       | 23,0:1                     | 18,6:1                      |
| max. Leistung bei min−1     | 74 kW (101 PS) /5800          | 81 kW (110 PS) /6000        | 81 kW (110 PS) /5600        | 94 kW (128 PS) /5400        | 66 kW (90 PS) /4000        | 81 kW (110 PS) /4000        |
| max. Drehmoment bei min−1   | 136 Nm /4400                  | 145 Nm /4800                | 155 Nm /2800                | 178 Nm /4400                | 203 Nm /2200               | 250 Nm /2000                |
| Kraftübertragung            |                               |                             |                             |                             |                            |                             |
| Antrieb                     | Vorderradantrieb              | Vorderradantrieb            | Vorderradantrieb            | Vorderradantrieb            | Vorderradantrieb           | Vorderradantrieb            |
| Getriebe, serienmäßig       | 5-Gang-Schaltgetriebe         | 5-Gang-Schaltgetriebe       | 5-Gang-Schaltgetriebe       | 5-Gang-Schaltgetriebe       | 5-Gang-Schaltgetriebe      | 5-Gang-Schaltgetriebe       |
| Getriebe, optional          | 4-Stufen- Automatik- getriebe | –                           | 4-Stufen-Automatikgetriebe  | 4-Stufen-Automatikgetriebe  | –                          | –                           |
| Messwerte (Limousine)       |                               |                             |                             |                             |                            |                             |
| Höchstgeschwindigkeit       | 190 km/h (185 km/h)           | 195 km/h                    | 195 km/h (185 km/h)         | 205 km/h (200 km/h)         | 180 km/h                   | 195 km/h                    |
| Beschleunigung, 0–100 km/h  | 12,1 s (12,3 s)               | 11,7 s                      | 11,0 s (12,2 s)             | 9,3 s (10,6 s)              | 12,0 s                     | 11,4 s                      |
| Messwerte (Combi)           |                               |                             |                             |                             |                            |                             |
| Höchstgeschwindigkeit       | –                             | 190 km/h                    | 190 km/h (180 km/h)         | 200 km/h                    | 175 km/h                   | 190 km/h                    |
| Beschleunigung, 0–100 km/h  | –                             | 11,9 s                      | 11,2 s (12,4 s)             | 9,5 s (10,8 s)              | 12,2 s                     | 11,6 s                      |

1. 1 2  Werte in runden Klammern „( )“ für Automatikgetriebe

- Die Verfügbarkeit der Motoren war von Modell, Ausstattung und Markt abhängig.

### Modellpflege
Im September 2000 wurde der Avensis überarbeitet. Äußerlich war dies an geänderten Schürzen, Scheinwerfern und Rückleuchten mit Klarglasoptik und einem in den Kühlergrill gewanderten Toyota-Logo zu erkennen. Die überarbeiteten  Motoren waren nun mit variabler Ventilsteuerung (VVT-I) ausgerüstet. Ausstattungstechnisch wurde die Palette um ein Sportmodell namens „SR“ mit optischen Veränderungen und geänderter Aufhängung ergänzt.
Im August 2001 folgte der Van-Ableger Avensis Verso, der über ein Platzangebot von sieben Sitzplätzen verfügte. Als Motorisierung stand ein 2,0-Liter-Ottomotor mit 110 kW (150 PS) und ein 2,0-Liter-Diesel 85 kW (115 PS) zur Wahl. In Australien hieß dieses Modell schlicht Avensis, da die anderen Avensis Modellvarianten dort nicht vertrieben wurden. Der Avensis (Verso) gewann den Titel für Australia’s Best People Mover 2002.

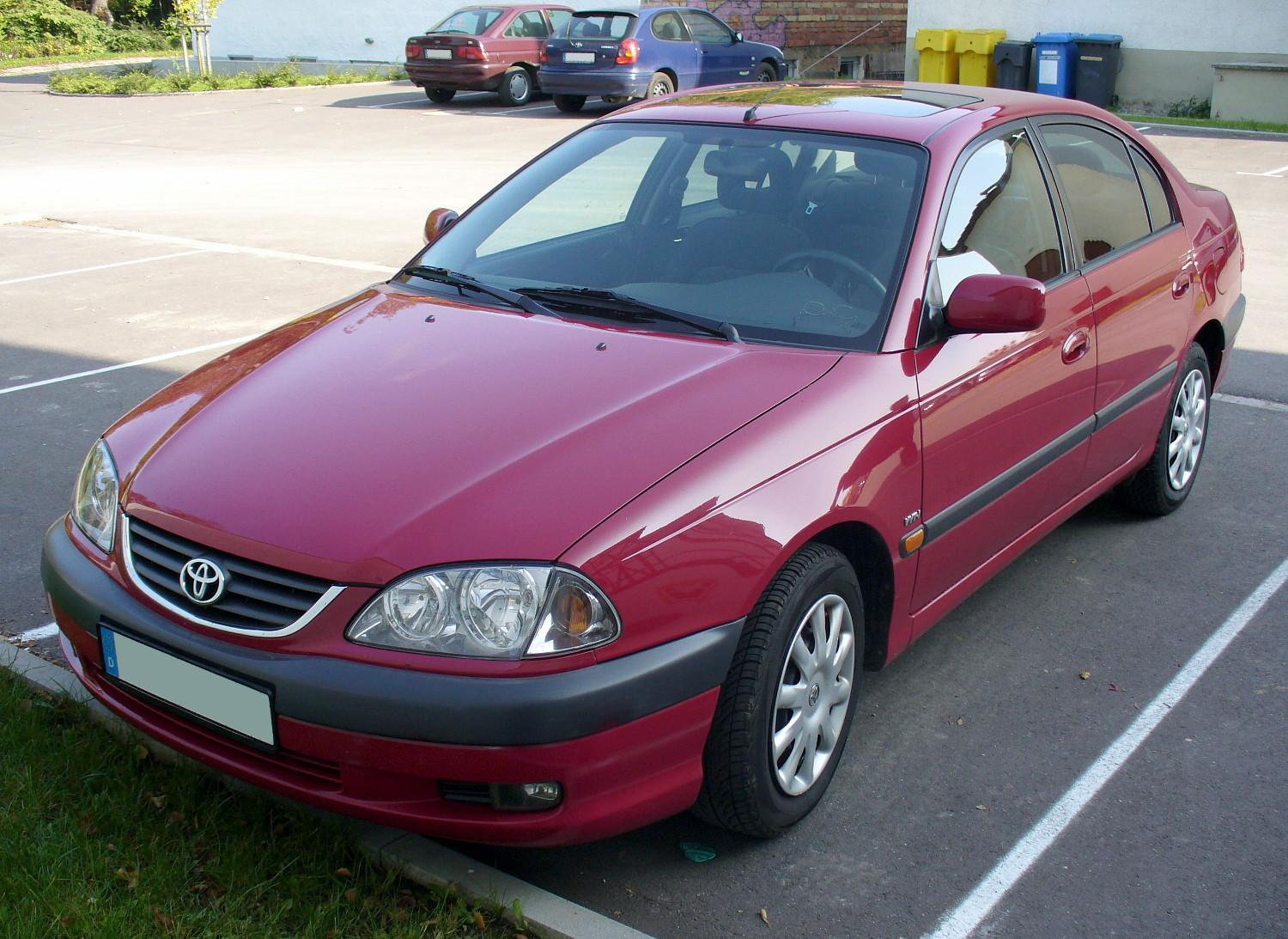
Toyota Avensis Stufenheck (2000–2003)
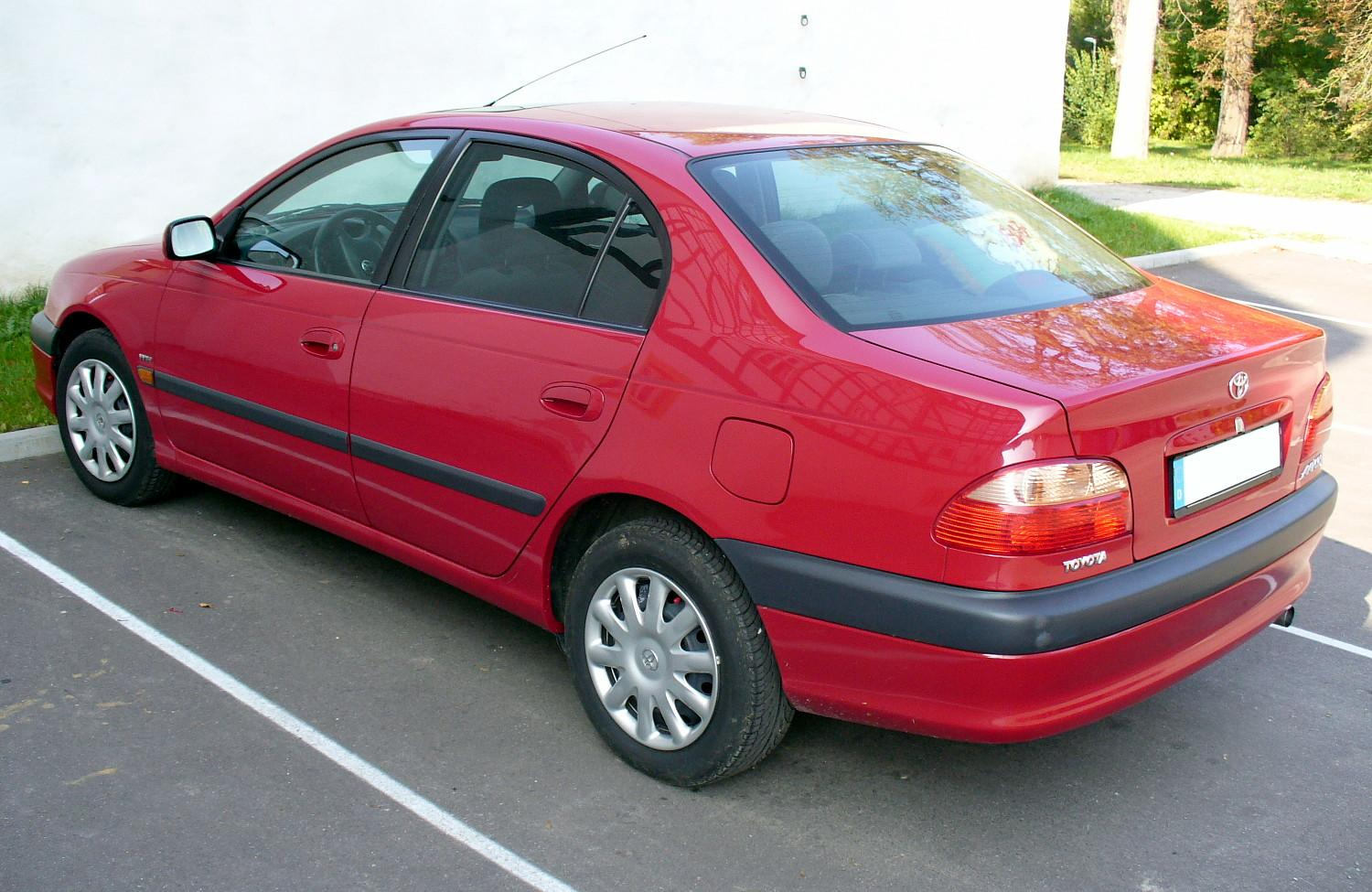
Heckansicht
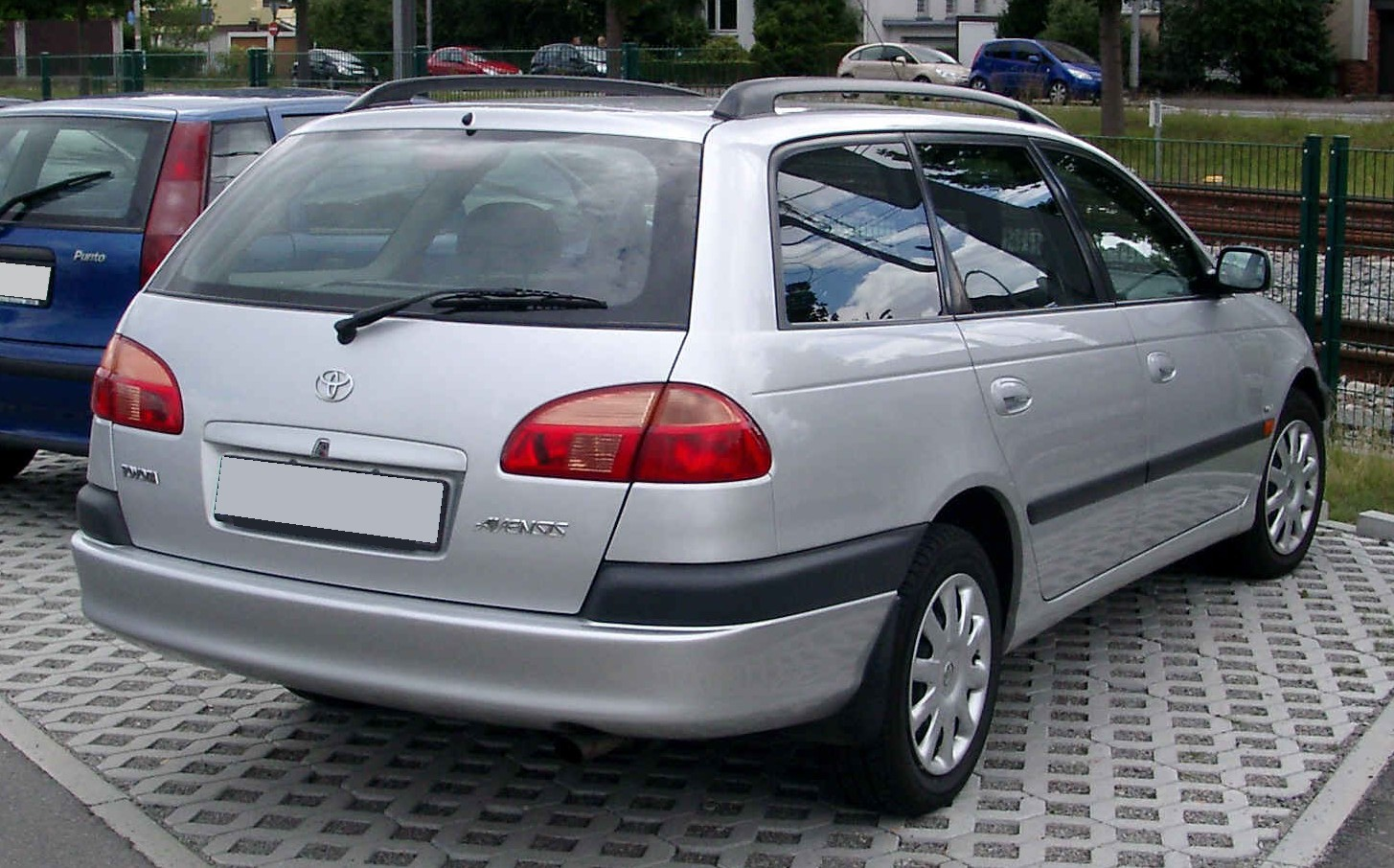
Toyota Avensis Combi (2000–2003)
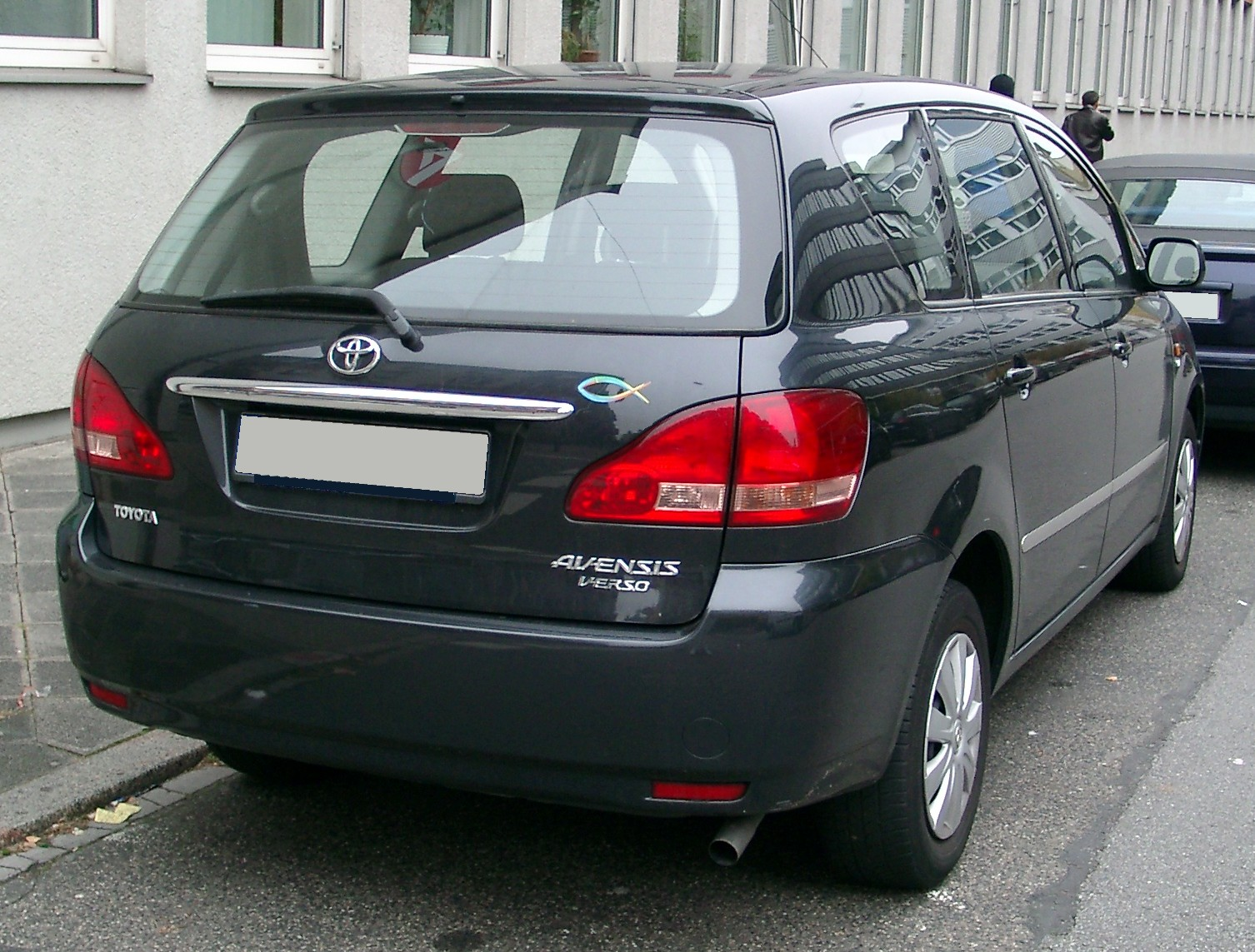
Toyota Avensis Verso (2001–2003)

#### Technische Daten
|                                             | 1.6 VVT-i             | 1.8 VVT-i                  | 2.0 D-4 VVT-i                     | 2.0 D-4D                    |
| Bauzeitraum                                 | 09.2000–01.2003       | 09.2000–01.2003            | 09.2000–01.2003                   | 09.2000–01.2003             |
| Motorkenndaten                              |                       |                            |                                   |                             |
| Motortyp                                    | R4-Ottomotor          | R4-Ottomotor               | R4-Ottomotor                      | R4-Dieselmotor              |
| Anzahl Ventile pro Zylinder                 | 4                     | 4                          | 4                                 | 4                           |
| Ventilsteuerung                             | DOHC, Kette           | DOHC, Kette                | DOHC, Kette                       | DOHC, Zahnräder/ Zahnriemen |
| Gemischaufbereitung                         | Saugrohreinspritzung  | Saugrohreinspritzung       | Direkt- einspritzung              | Common-Rail- Einspritzung   |
| Motoraufladung                              | –                     | –                          | –                                 | Turbolader, Ladeluftkühler  |
| Kühlung                                     | Wasserkühlung         | Wasserkühlung              | Wasserkühlung                     | Wasserkühlung               |
| Bohrung × Hub                               | 79,0 mm × 81,5 mm     | 79,0 mm × 91,5 mm          | 86,0 mm × 86,0 mm                 | 82,2 mm × 94,0 mm           |
| Hubraum                                     | 1598 cm³              | 1794 cm³                   | 1998 cm³                          | 1995 cm³                    |
| Verdichtungsverhältnis                      | 10,5:1                | 10,0:1                     | 11,0:1                            | 18,6:1                      |
| max. Leistung bei min−1                     | 81 kW (110 PS) /6000  | 95 kW (129 PS) /6000       | 110 kW (150 PS) /5700             | 81 kW (110 PS) /4000        |
| max. Drehmoment bei min−1                   | 150 Nm /3800          | 170 Nm /4200               | 200 Nm /4000                      | 250 Nm /2000                |
| Kraftübertragung                            |                       |                            |                                   |                             |
| Antrieb                                     | Vorderradantrieb      | Vorderradantrieb           | Vorderradantrieb                  | Vorderradantrieb            |
| Getriebe, serienmäßig                       | 5-Gang-Schaltgetriebe | 5-Gang-Schaltgetriebe      | 5-Gang-Schaltgetriebe             | 5-Gang-Schaltgetriebe       |
| Getriebe, optional                          | –                     | 4-Stufen-Automatikgetriebe | 4-Stufen-Automatikgetriebe        | –                           |
| Messwerte (Limousine)                       |                       |                            |                                   |                             |
| Höchstgeschwindigkeit                       | 195 km/h              | 200 km/h (195 km/h)        | 210 km/h (205 km/h)               | 195 km/h                    |
| Beschleunigung, 0–100 km/h                  | 11,3 s                | 10,0 s (11,4 s)            | 9,1 s (9,9 s)                     | 11,4 s                      |
| Kraftstoffverbrauch auf 100 km (kombiniert) | 7,1 l S               | 7,4 l S (8,1 l S)          | 7,7 l S (8,6 l S)                 | 5,9 l D                     |
| Messwerte (Combi)                           |                       |                            |                                   |                             |
| Höchstgeschwindigkeit                       | 190 km/h              | 195 km/h (190 km/h)        | 205 km/h (200 km/h)               | 190 km/h                    |
| Beschleunigung, 0–100 km/h                  | 11,5 s                | 10,2 s (11,6 s)            | 9,1 s (9,9 s)                     | 11,6 s                      |
| Kraftstoffverbrauch auf 100 km (kombiniert) | 7,4 l S               | 7,4 l S (8,1 l S)          | 7,7 l S (8,6 l S)                 | 5,9 l D                     |
| Bemerkungen                                 |                       |                            |                                   |                             |
|                                             |                       |                            | nicht für E10-Kraftstoff geeignet |                             |

1. 1 2  Werte in runden Klammern „( )“ für Automatikgetriebe

- Die Verfügbarkeit der Motoren war von Modell, Ausstattung und Markt abhängig.

## Avensis (T25, 2003–2008)
| Sterne im Euro-NCAP-Crashtest (2003) |

Die Produktion des zweiten Avensis startete im Februar 2003.  Der Verkauf begann einen Monat später.
Mit dem Avensis T25 wagte Toyota neue Wege und verpasste dem Avensis ein ansehnliches, aber dennoch eigenständiges Design, welches im Toyota-Design-Studio in Frankreich gezeichnet wurde. Die bisherigen Motoren blieben und wurden nur durch einen weiteren hubraumstarken Motor mit 2,4 Litern Hubraum ergänzt. Überraschenderweise wurde der „europäische“ Toyota auch nach Japan verkauft.
In Australien wurde die Kombiversion des Toyota Camry durch den Avensis T25 Kombi ersetzt, allerdings nur mit den 1,8- und 2,0-Liter-Motoren. Auch zu Großbritannien gab es Unterschiede, hier entfiel jedoch der 1,6-Liter-Motor.
Nachdem Toyota den Import des Camry im Sommer 2004 komplett einstellte, wurde der Avensis die meistverkaufte Limousine der Marke in Europa.
Der Avensis Verso genannte Van wurde im Herbst 2003 einem Facelift unterzogen und noch bis Mitte 2005 weitergebaut.

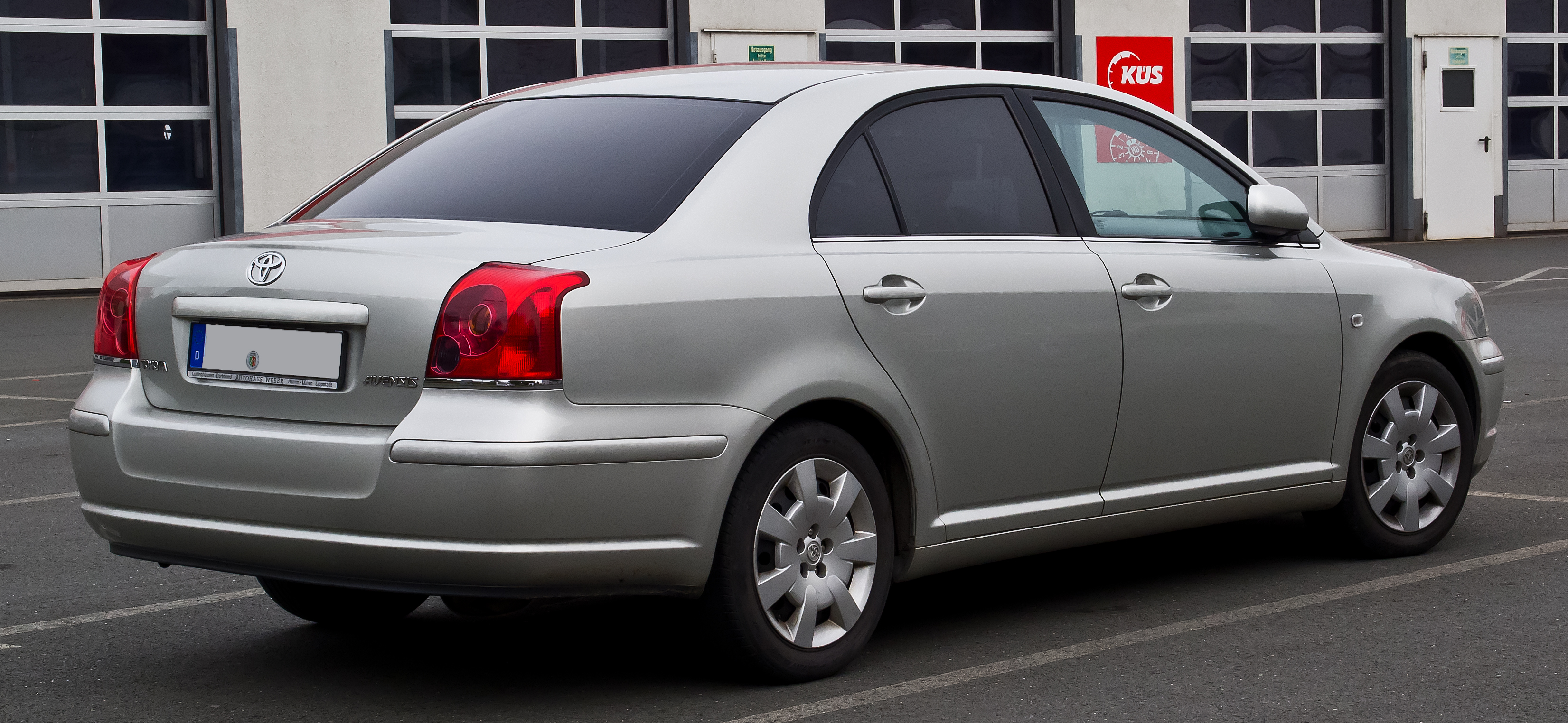
Heckansicht
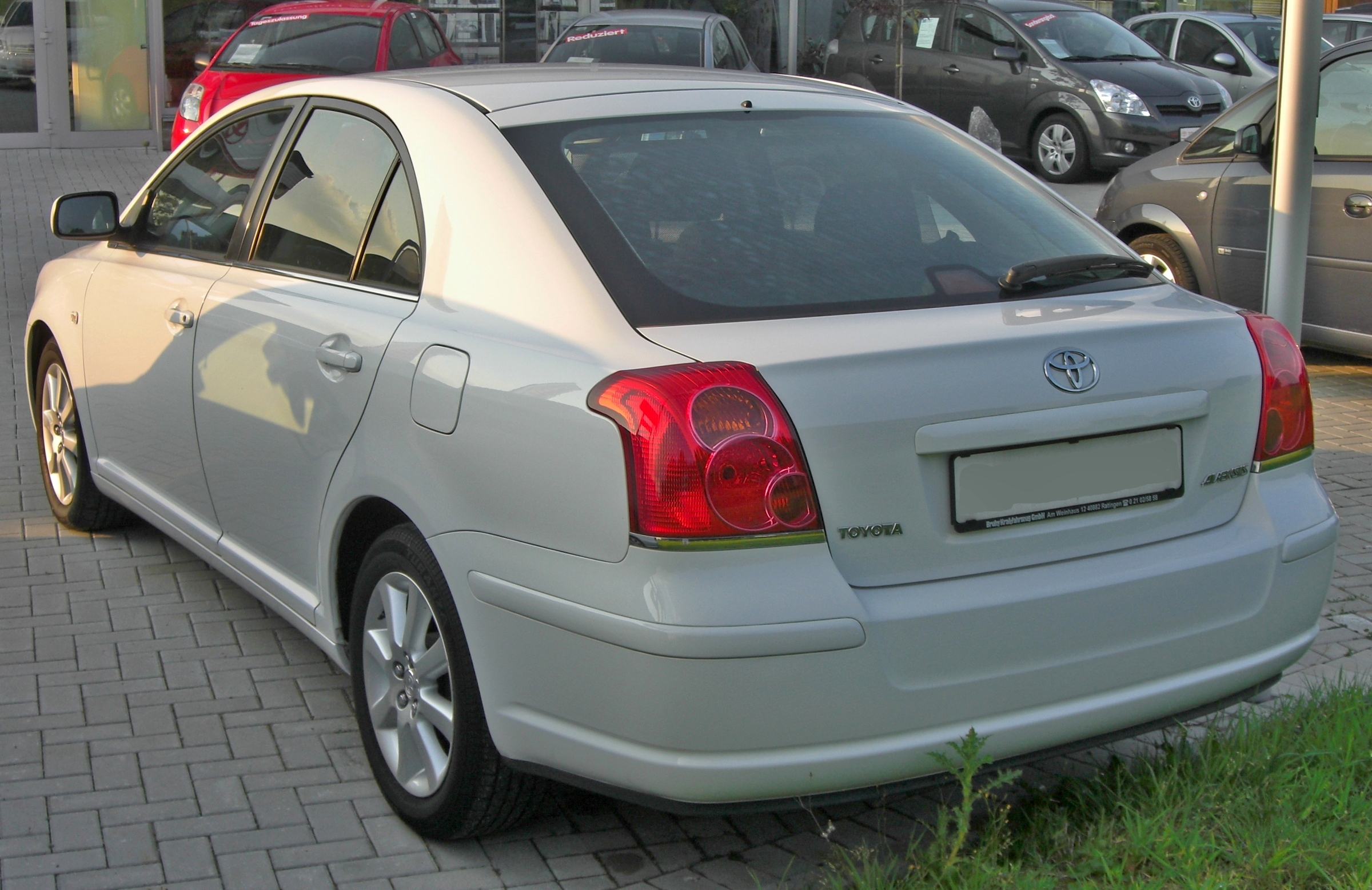
Toyota Avensis Schrägheck (2003–2006)
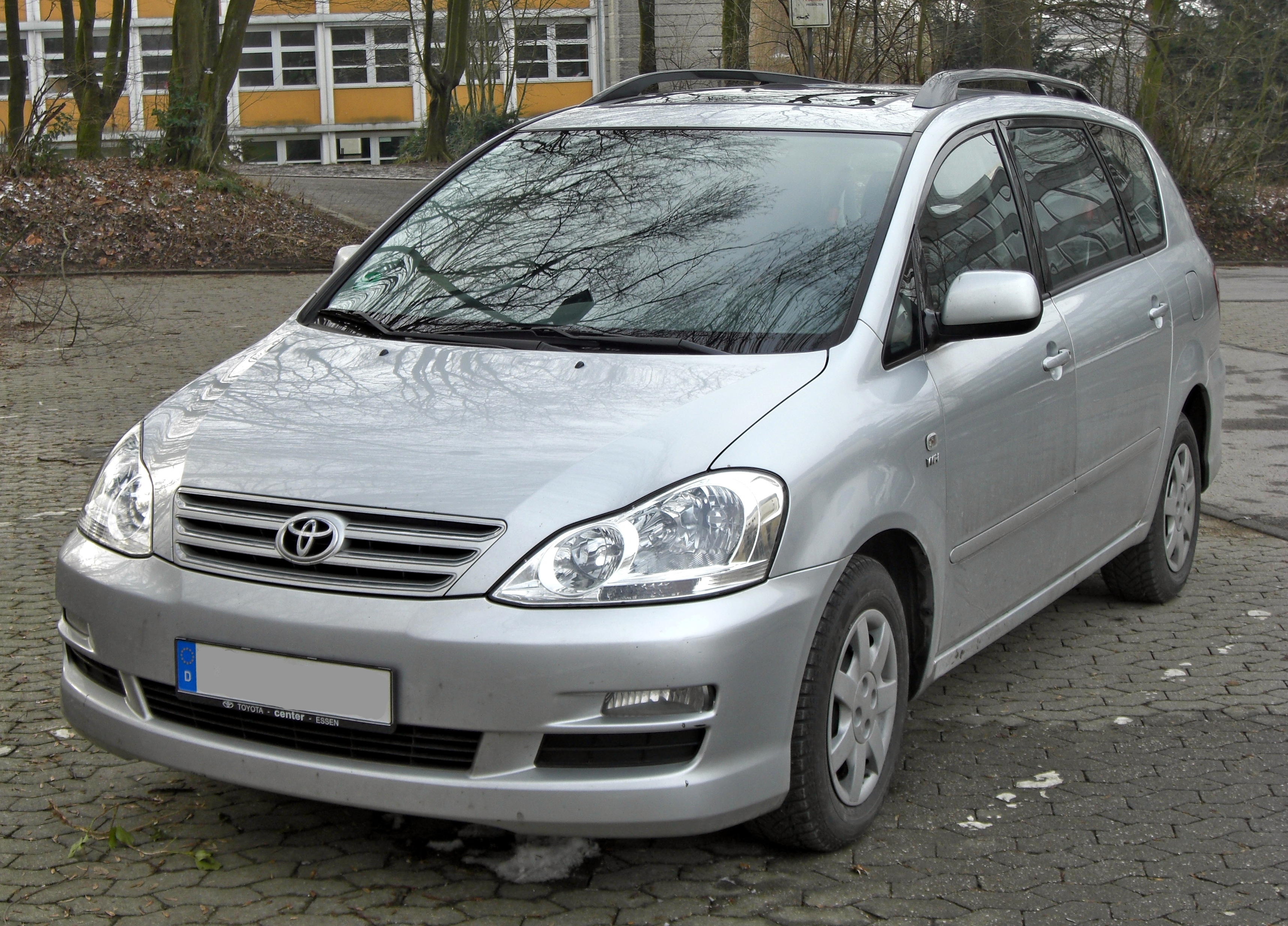
Toyota Avensis Verso (2003–2005)
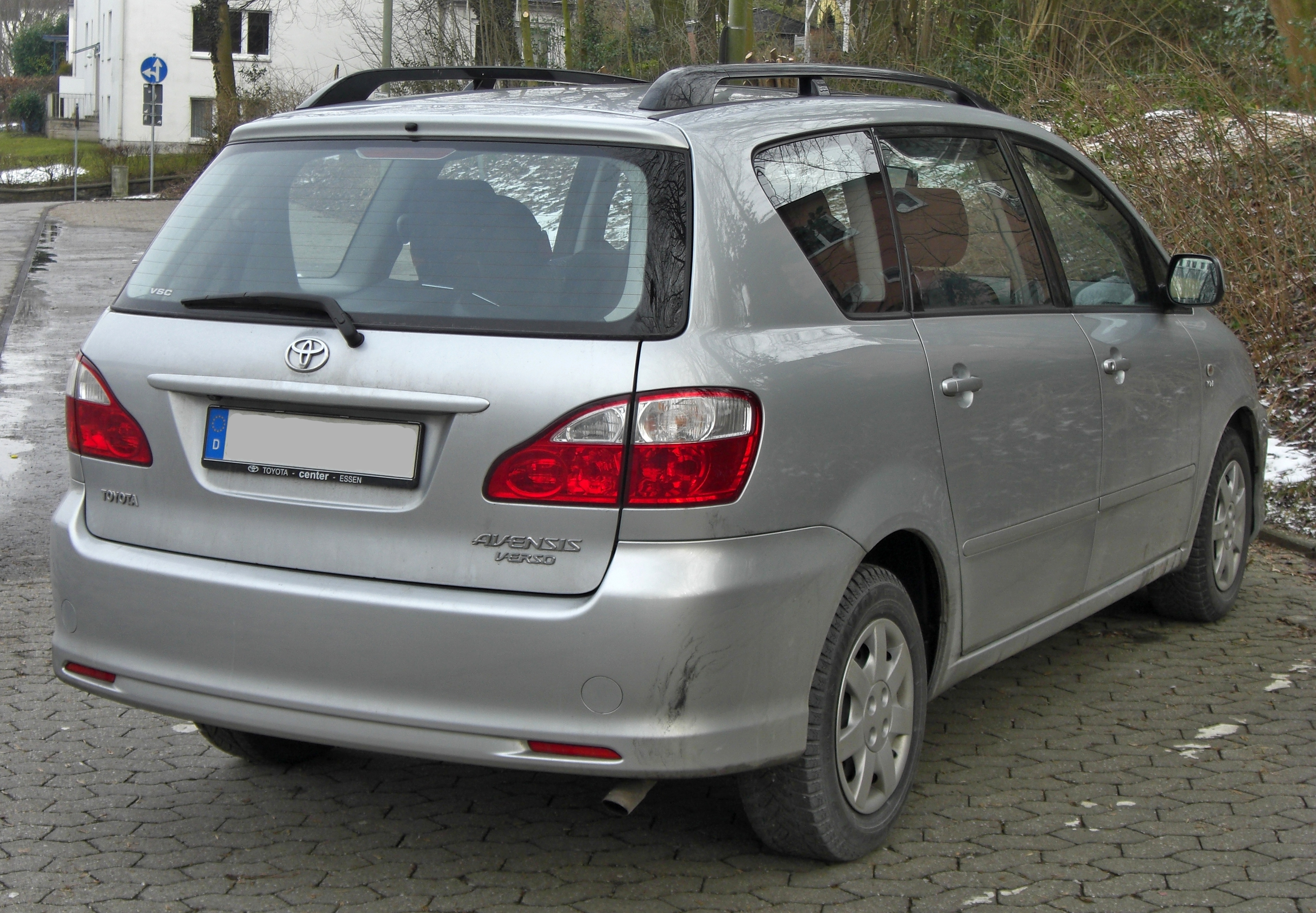
Heckansicht

Im Juni 2006 erhielt die Baureihe ein Facelift. Zu den Neuerungen gehörten die nun im Seitenspiegel befindlichen Blinker, eine neue Frontschürze sowie ein an den Familien-Look angepasster Kühlergrill. Der Innenraum wurde ebenfalls technisch und optisch aufgewertet.
Bei den Modellen mit Xenon-Scheinwerfern von 2003 bis 2007 gibt es nach einigen Jahren häufig Probleme mit der Lichtausbeute, da die Linsen durch Trübung blind werden.

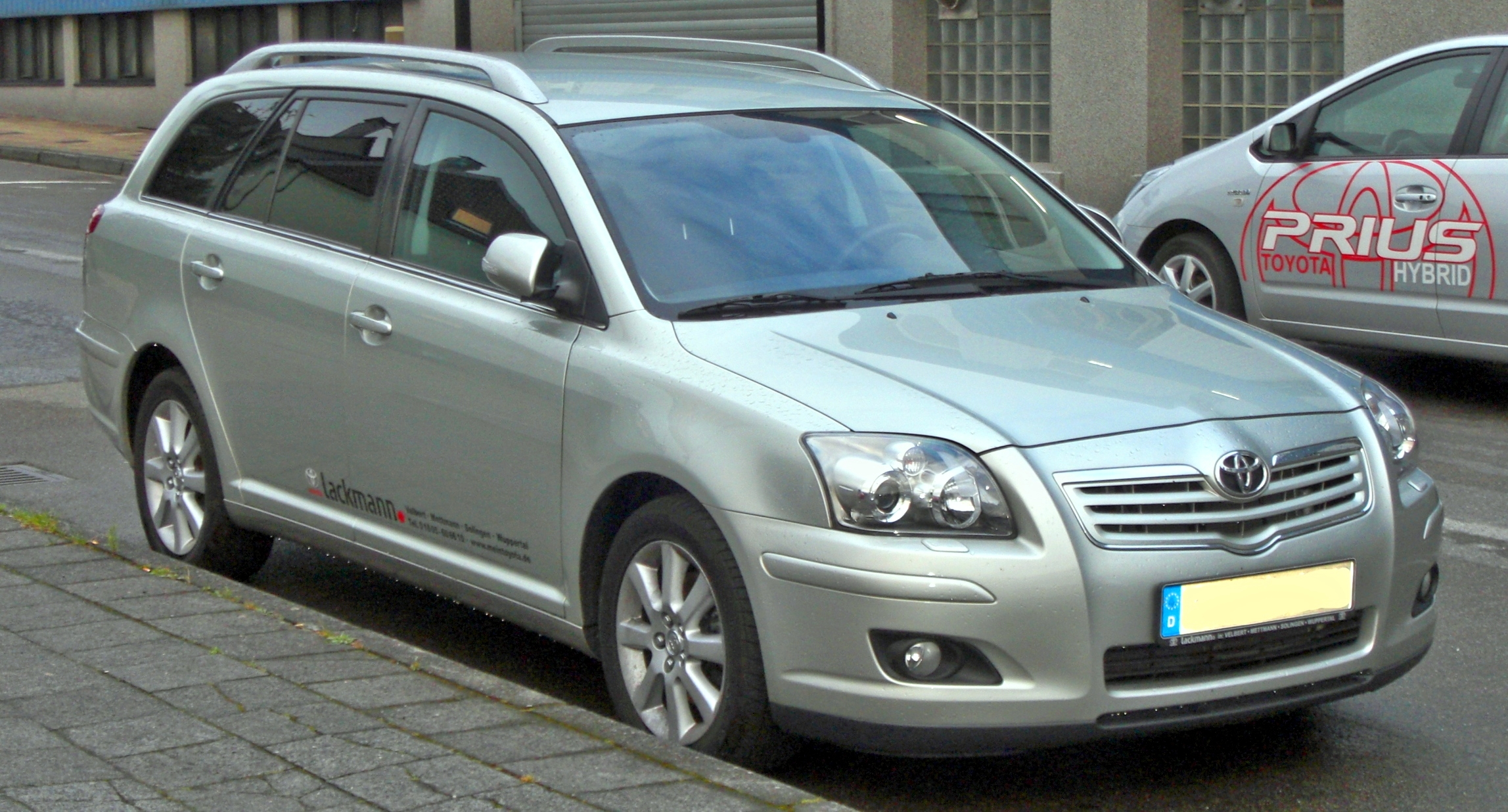
Toyota Avensis Combi (2006–2008)
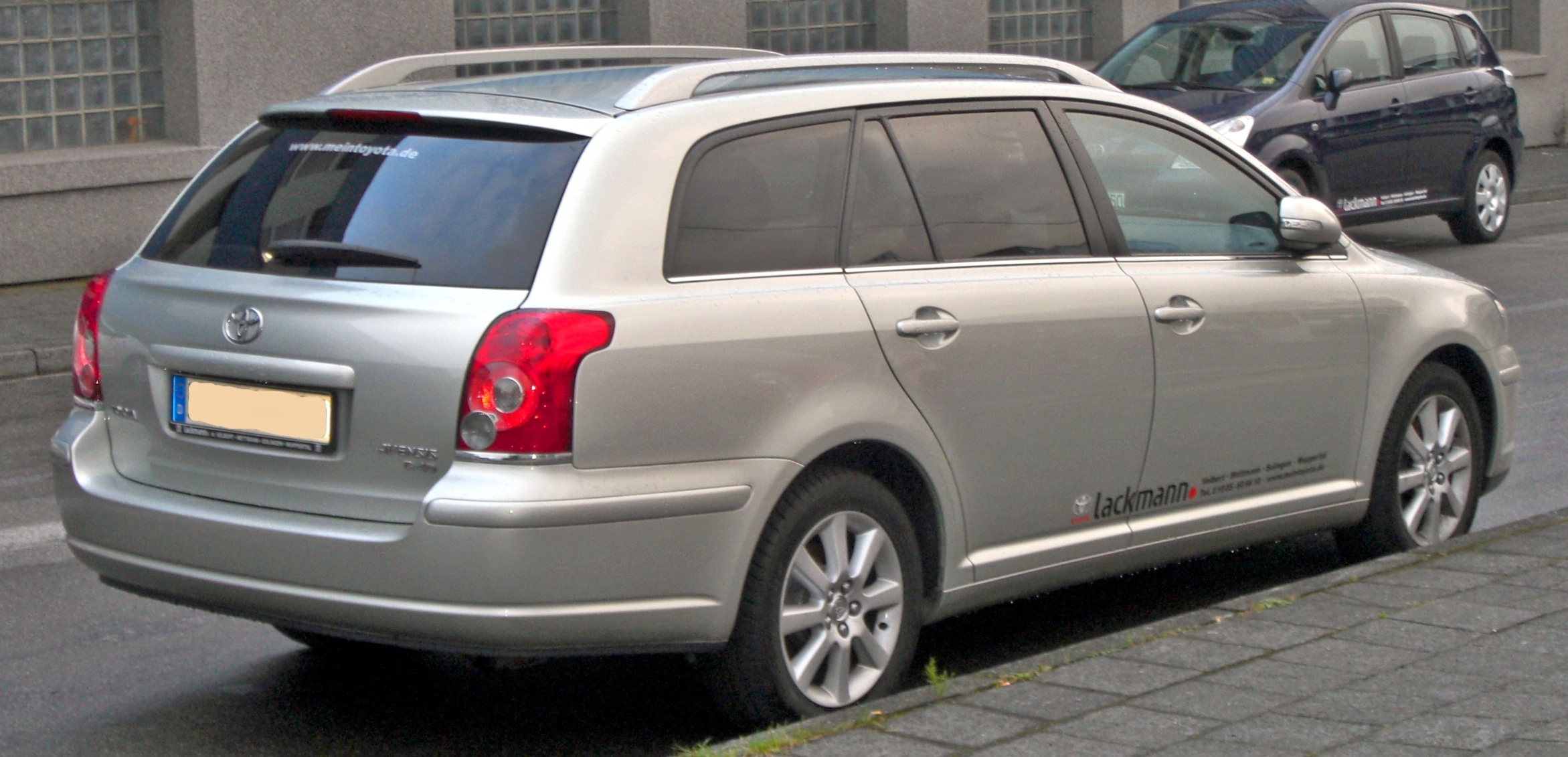
Heckansicht

### Technische Daten

#### Ottomotoren
|                                             | 1.6 VVT-i             | 1.8 VVT-i                  | 2.0 D-4 VVT-i                     | 2.4 D-4 VVT-i                 |
| Bauzeitraum                                 | 02.2003–11.2008       | 02.2003–11.2008            | 02.2003–11.2008                   | 10.2003–11.2008               |
| Motorkenndaten                              |                       |                            |                                   |                               |
| Motortyp                                    | R4-Ottomotor          | R4-Ottomotor               | R4-Ottomotor                      | R4-Ottomotor                  |
| Anzahl Ventile pro Zylinder                 | 4                     | 4                          | 4                                 | 4                             |
| Ventilsteuerung                             | DOHC, Kette           | DOHC, Kette                | DOHC, Kette                       | DOHC, Kette                   |
| Gemischaufbereitung                         | Saugrohreinspritzung  | Saugrohreinspritzung       | Benzindirekteinspritzung          | Benzindirekteinspritzung      |
| Motoraufladung                              | –                     | –                          | –                                 | –                             |
| Kühlung                                     | Wasserkühlung         | Wasserkühlung              | Wasserkühlung                     | Wasserkühlung                 |
| Bohrung × Hub                               | 79,0 mm × 81,5 mm     | 79,0 mm × 91,5 mm          | 86,0 mm × 86,0 mm                 | 88,5 mm × 96,0 mm             |
| Hubraum                                     | 1598 cm³              | 1794 cm³                   | 1998 cm³                          | 2362 cm³                      |
| Verdichtungsverhältnis                      | 10,5:1                | 10,0:1                     | 11,0:1                            | 11,0:1                        |
| max. Leistung bei min−1                     | 81 kW (110 PS) /6000  | 95 kW (129 PS) /6000       | 108 kW (147 PS) /5700             | 120 kW (163 PS) /5800         |
| max. Drehmoment bei min−1                   | 150 Nm /3800          | 170 Nm /4200               | 196 Nm /4000                      | 230 Nm /3800                  |
| Kraftübertragung                            |                       |                            |                                   |                               |
| Antrieb                                     | Vorderradantrieb      | Vorderradantrieb           | Vorderradantrieb                  | Vorderradantrieb              |
| Getriebe, serienmäßig                       | 5-Gang-Schaltgetriebe | 5-Gang-Schaltgetriebe      | 5-Gang-Schaltgetriebe             | 5-Stufen- Automatik- getriebe |
| Getriebe, optional                          | –                     | 4-Stufen-Automatikgetriebe | 4-Stufen-Automatikgetriebe        | –                             |
| Messwerte (Limousine)                       |                       |                            |                                   |                               |
| Höchstgeschwindigkeit                       | 190 km/h              | 200 km/h (185 km/h)        | 205 km/h (195 km/h)               | (220 km/h)                    |
| Beschleunigung, 0–100 km/h                  | 12,0 s                | 10,3 s (11,6 s)            | 9,4 s (11,1 s)                    | (9,3 s)                       |
| Kraftstoffverbrauch auf 100 km (kombiniert) | 7,2 l S               | 7,2 l S (7,7 l S)          | 8,1 l S (9,2 l S)                 | (9,5 l S)                     |
| Messwerte (Combi)                           |                       |                            |                                   |                               |
| Höchstgeschwindigkeit                       | 185 km/h              | 195 km/h (180 km/h)        | 200 km/h (190 km/h)               | (220 km/h)                    |
| Beschleunigung, 0–100 km/h                  | 12,2 s                | 10,5 s (11,8 s)            | 9,6 s (11,3 s)                    | (9,5 s)                       |
| Kraftstoffverbrauch auf 100 km (kombiniert) | 7,2 l S               | 7,2 l S (7,8 l S)          | 8,1 l S (9,4 l S)                 | (9,6 l S)                     |
| Bemerkungen                                 |                       |                            |                                   |                               |
|                                             |                       |                            | nicht für E10-Kraftstoff geeignet |                               |

1. ↑  Nur in einigen Ländern verfügbar z. B. Norwegen, Polen, Türkei und Griechenland
2. 1 2  Werte in runden Klammern „( )“ für Automatikgetriebe

- Die Verfügbarkeit der Motoren war von Modell, Ausstattung und Markt abhängig.

#### Dieselmotoren
|                                             | 2.0 D-4D                   | 2.0 D-4D                    | 2.2 D-4D                    | 2.2 D-4D D-CAT              |
| Bauzeitraum                                 | 02.2003–03.2006            | 03.2006–11.2008             | 10.2005–11.2008             | 07.2005–11.2008             |
| Motorkenndaten                              |                            |                             |                             |                             |
| Motortyp                                    | R4-Dieselmotor             | R4-Dieselmotor              | R4-Dieselmotor              | R4-Dieselmotor              |
| Anzahl Ventile pro Zylinder                 | 4                          | 4                           | 4                           | 4                           |
| Ventilsteuerung                             | DOHC, Zahnräder/Zahnriemen | DOHC, Zahnräder/Steuerkette | DOHC, Zahnräder/Steuerkette | DOHC, Zahnräder/Steuerkette |
| Gemischaufbereitung                         | Common-Rail-Einspritzung   | Common-Rail-Einspritzung    | Common-Rail-Einspritzung    | Common-Rail-Einspritzung    |
| Motoraufladung                              | Turbolader, Ladeluftkühler | Turbolader, Ladeluftkühler  | Turbolader, Ladeluftkühler  | Turbolader, Ladeluftkühler  |
| Kühlung                                     | Wasserkühlung              | Wasserkühlung               | Wasserkühlung               | Wasserkühlung               |
| Bohrung × Hub                               | 82,2 mm × 94,0 mm          | 82,2 mm × 94,0 mm           | 86,0 mm × 96,0 mm           | 86,0 mm × 96,0 mm           |
| Hubraum                                     | 1995 cm³                   | 1995 cm³                    | 2231 cm³                    | 2231 cm³                    |
| Verdichtungsverhältnis                      | 17,8:1                     | 16,8:1                      | 16,8:1                      | 16,8:1                      |
| max. Leistung bei min−1                     | 85 kW (115 PS) /3600       | 93 kW (126 PS) /3600        | 110 kW (150 PS) /3600       | 130 kW (177 PS) /3600       |
| max. Drehmoment bei min−1                   | 280 Nm /2000               | 300 Nm /1800                | 310 Nm /2000                | 400 Nm /2000                |
| Kraftübertragung                            |                            |                             |                             |                             |
| Antrieb                                     | Vorderradantrieb           | Vorderradantrieb            | Vorderradantrieb            | Vorderradantrieb            |
| Getriebe                                    | 5-Gang- Schalt- getriebe   | 6-Gang-Schaltgetriebe       | 6-Gang-Schaltgetriebe       | 6-Gang-Schaltgetriebe       |
| Messwerte                                   |                            |                             |                             |                             |
| Höchstgeschwindigkeit                       | 195 km/h                   | 195 km/h                    | 210 km/h                    | 220 km/h                    |
| Beschleunigung, 0–100 km/h                  | 11,2 s                     | 12,0 s                      | 9,3 s                       | 8,6 s                       |
| Kraftstoffverbrauch auf 100 km (kombiniert) | 5,6 l D                    | 5,9 l D                     | 5,9 l D                     | 6,1 l D                     |

1. 1 2 3  Combi: 190 km/h / 11,4 s / 6,0 l D

- Die Verfügbarkeit der Motoren war von Modell, Ausstattung und Markt abhängig.

## Avensis (T27, 2008–2018)
| Sterne im Euro-NCAP-Crashtest (2009) |

| Sterne im Euro NCAP-Crashtest (2015) | 5 Sterne im Euro-NCAP-Crashtest |

Auf dem Pariser Autosalon wurde im Herbst 2008 die dritte Auflage des Toyota Avensis vorgestellt, deren Markteinführung im Februar 2009 stattfand.
Die intern als T27 bezeichnete dritte Avensis-Baureihe nahm stilistisch die Formensprache des auf dem nordamerikanischen Markt angebotenen Toyota Corolla auf. Auf diese Weise sollte das in den USA bereits seit längerem eingeführte Markendesign auch in Europa durchgesetzt werden. Im Vergleich zu seinen Vorgängern gab es von diesem Avensis keine Schrägheckvariante mehr.
Die Motorenpalette umfasste drei Benzin- sowie drei Dieselmotoren. Alle verfügten über mehr Leistung und geringere CO2-Emissionen. Die neuen ZR-Motoren waren mit Toyota-Valvematic-Technologie ausgerüstet. Alle Aggregate waren mit einem 6-Gang-Schaltgetriebe erhältlich, wahlweise gab es für die 1,8- und 2,0-l-Benziner das CVT-Getriebe Multidrive S, während bei den Dieselversionen für den 2.2 D-4D eine 6-Stufen-Automatik angeboten wurde.
Im Februar 2009 wurde der Avensis dem Euro-NCAP-Crashtest unterzogen und erhielt die Höchstwertung von 5 Sternen für Insassensicherheit.

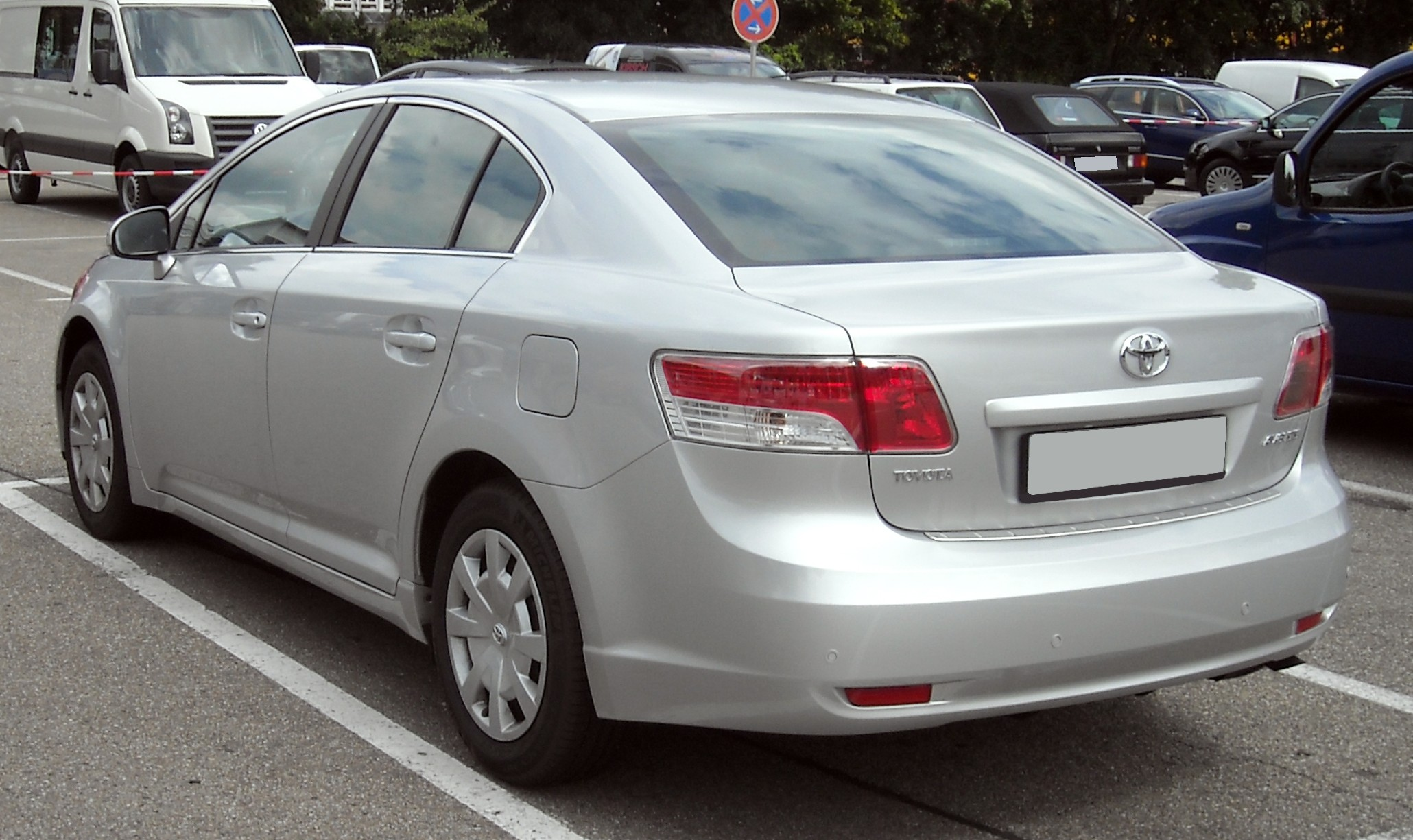
Heckansicht
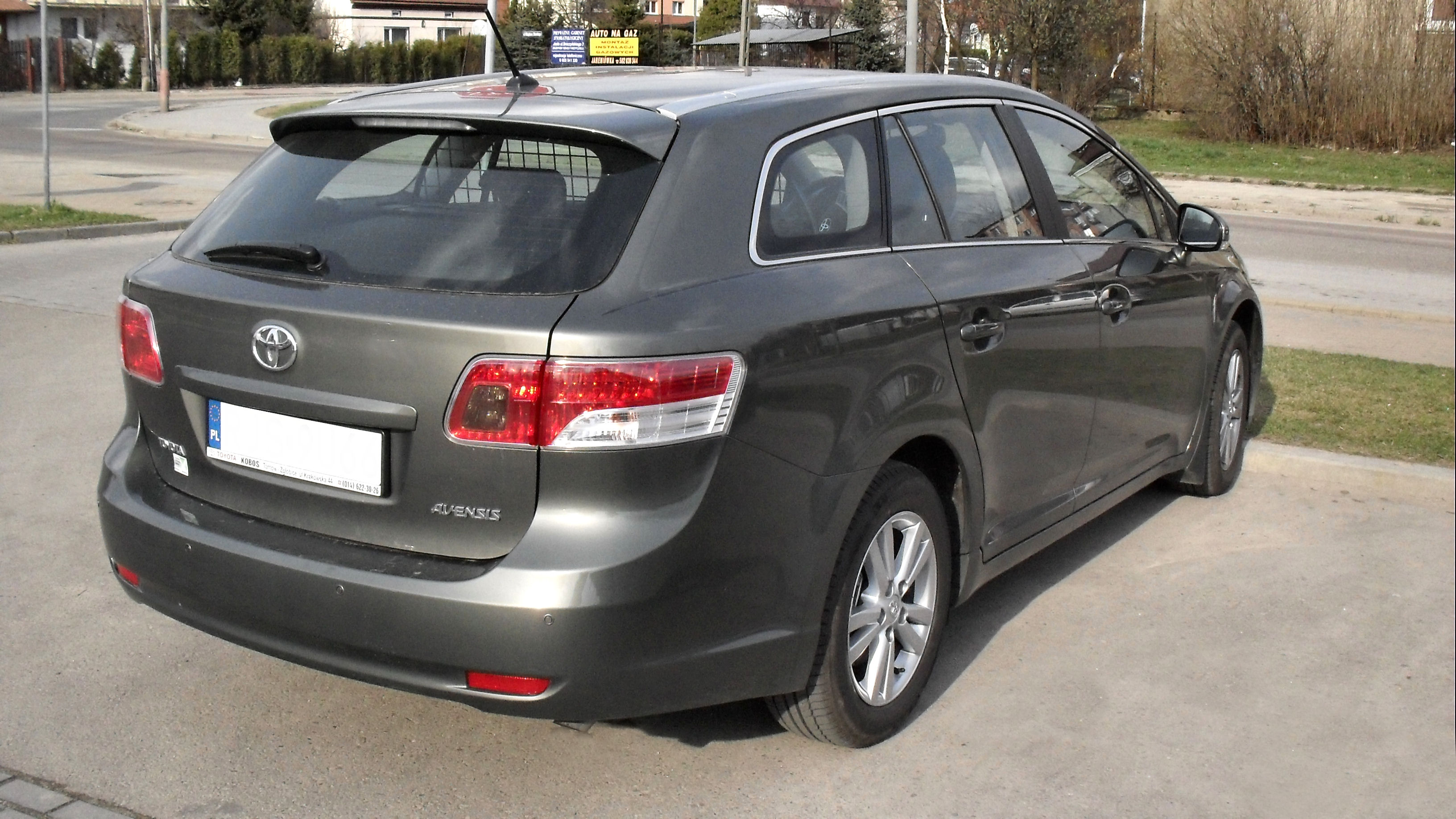
Toyota Avensis Kombi (2008–2011)

### Modellpflegen

#### 2011
Ab Januar 2012 wurde der Avensis mit einem leichten Facelift angeboten. Die Merkmale dieser Modellpflege waren der überarbeitete Frontbereich sowie die modifizierten Heckleuchten.

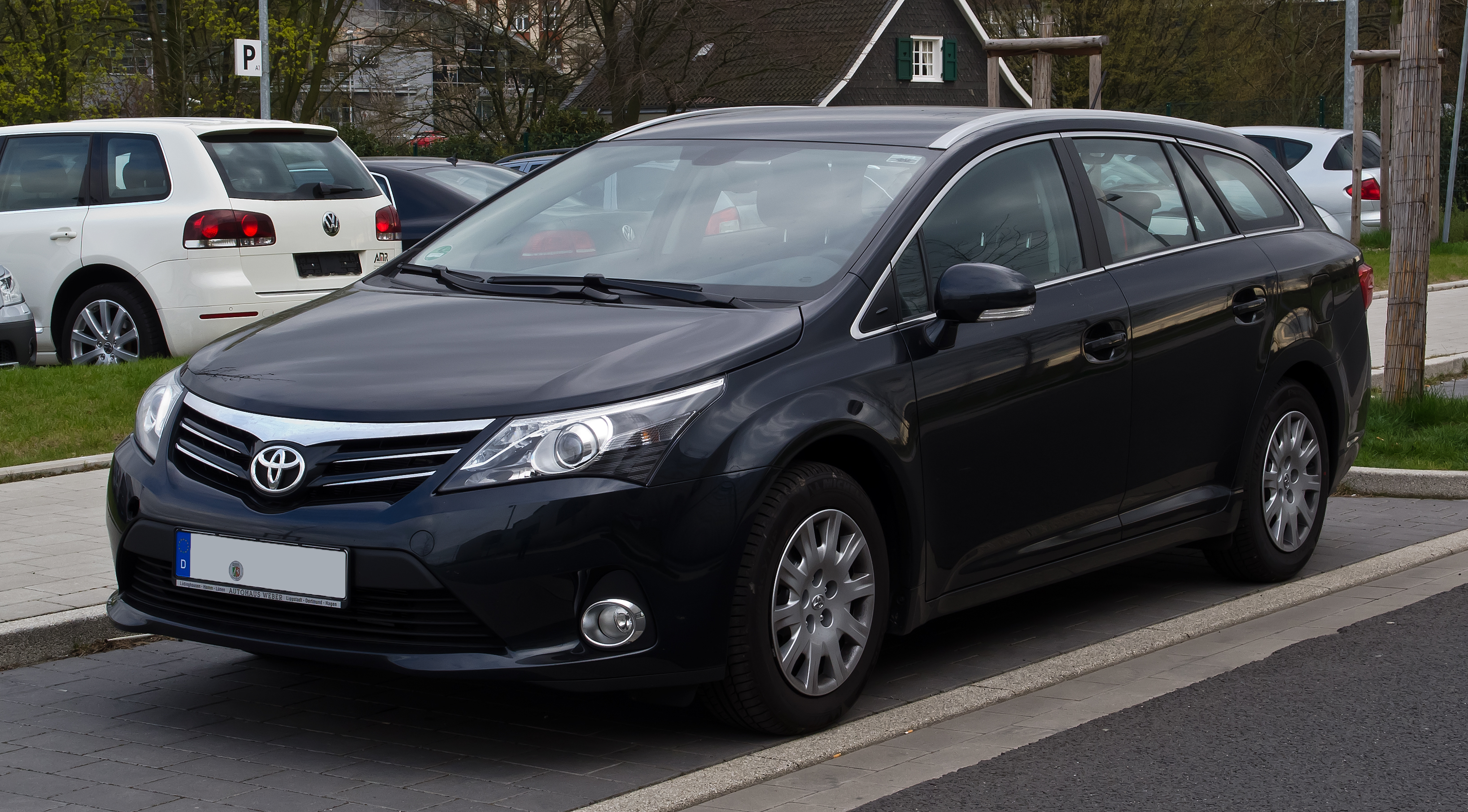
Toyota Avensis Combi (2011–2015)
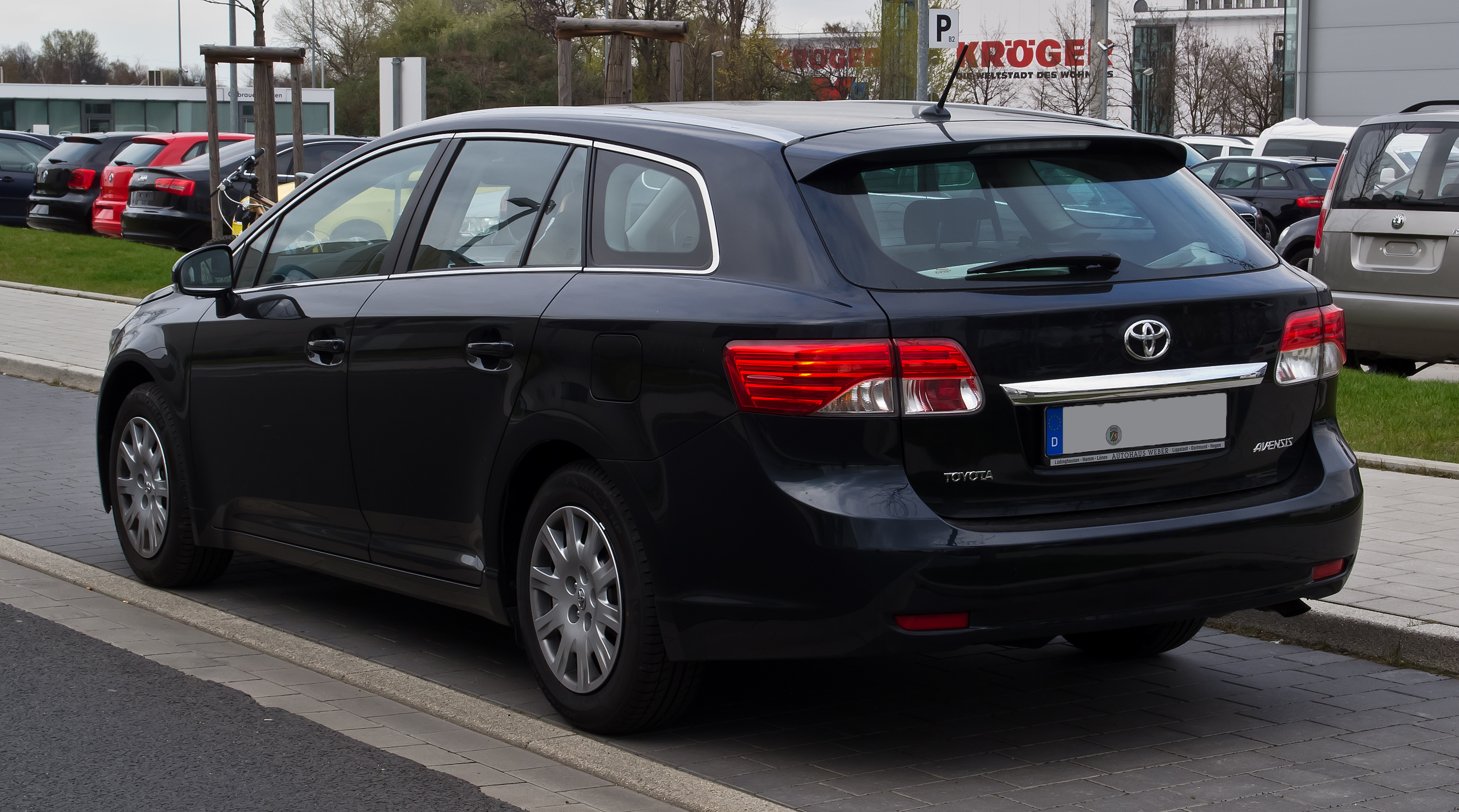
Heckansicht

#### 2015
Auf dem Genfer Automobilsalon im März 2015 wurde eine weitere Überarbeitung am Avensis angekündigt. Das modifizierte Fahrzeug wurde am 20. Juni 2015 offiziell eingeführt.
Neben dem neuen Sicherheitssystem Safety Sense kommen auch neue Motoren zum Einsatz. Der neue ohne Turbolader versehene 2.0-l-Benzin-Direkteinspritzer ist eine Eigenentwicklung von Toyota, während BMW nun einen 1,6-l-Vierzylinder- und den 2,0-l-Vierzylinder-Diesel zuliefert.
Im August 2017 nahm Toyota die Limousine in Deutschland vom Markt.

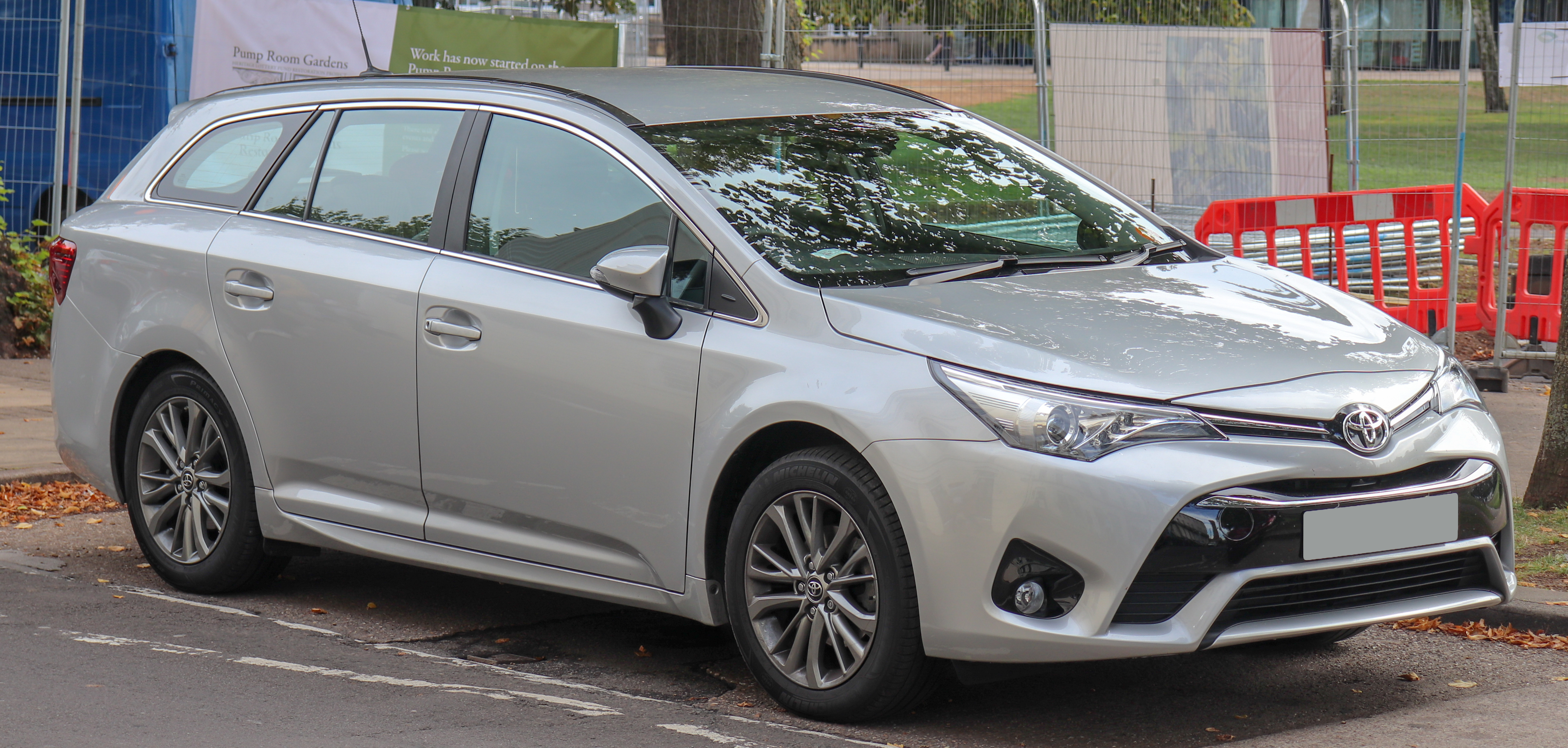
Toyota Avensis Combi (2015–2018)
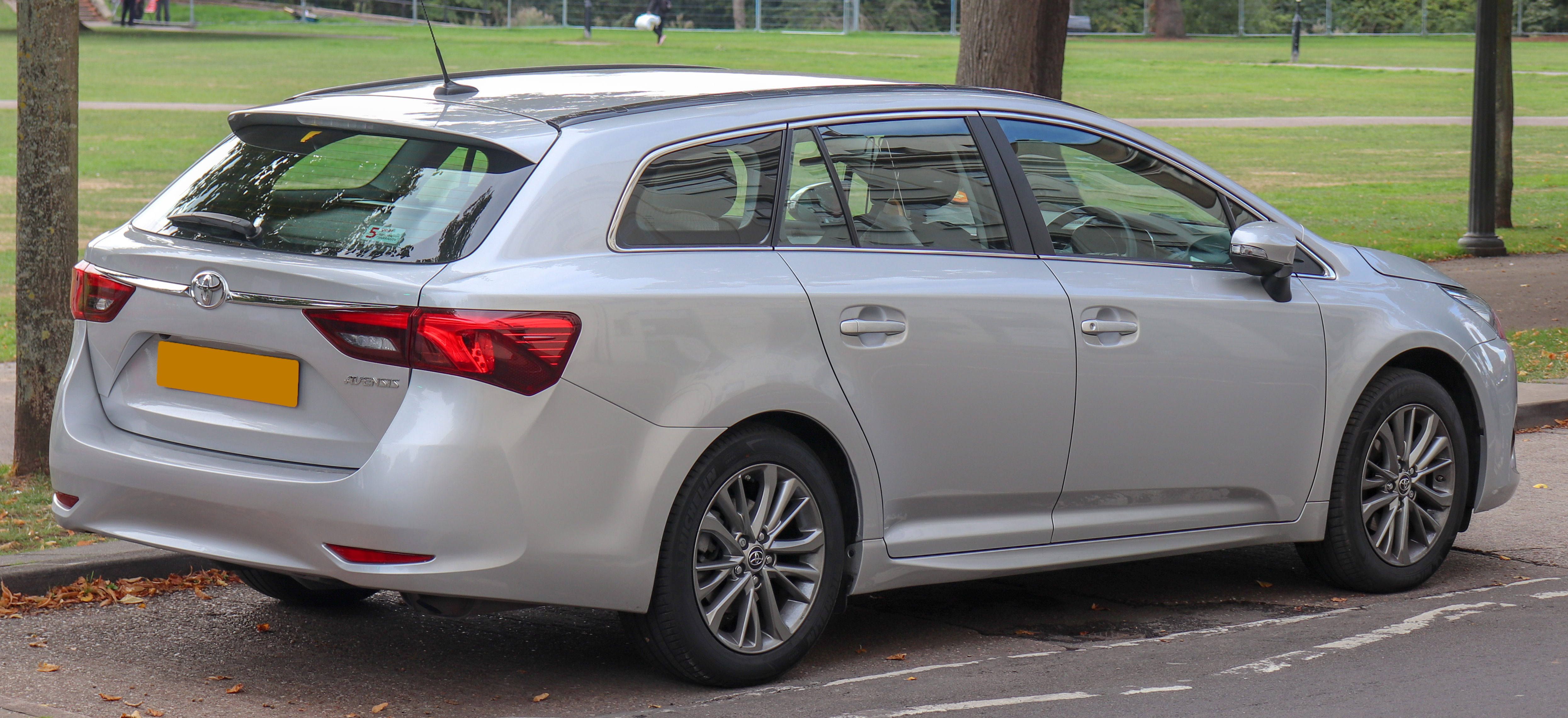
Heckansicht

### Technische Daten
|                                             | 1.6 Valvematic        | 1.8 Valvematic                          | 2.0 Valvematic                          | 1.6 D-4D                   | 2.0 D-4D                   | 2.0 D-4D                   | 2.0 D-4D                   | 2.2 D-4D                      | 2.2 D-4D D-CAT             |
| Bauzeitraum                                 | 12/2008 – 04/2018     | 12/2008 – 04/2018                       | 12/2008 – 04/2015                       | 04/2015 – 04/2018          | 12/2011 – 04/2015          | 12/2008 – 12/2011          | 04/2015 – 04/2018          | 12/2008 – 03/2015             | 12/2008 – 03/2015          |
| Motorkenndaten                              |                       |                                         |                                         |                            |                            |                            |                            |                               |                            |
| Motortyp                                    | R4-Ottomotor          | R4-Ottomotor                            | R4-Ottomotor                            | R4-Dieselmotor             | R4-Dieselmotor             | R4-Dieselmotor             | R4-Dieselmotor             | R4-Dieselmotor                | R4-Dieselmotor             |
| Anzahl Ventile pro Zylinder                 | 4                     | 4                                       | 4                                       | 4                          | 4                          | 4                          | 4                          | 4                             | 4                          |
| Ventilsteuerung                             | DOHC, Kette           | DOHC, Kette                             | DOHC, Kette                             | DOHC, Kette                | DOHC, Kette                | DOHC, Kette                | DOHC, Kette                | DOHC, Kette                   | DOHC, Kette                |
| Gemischaufbereitung                         | Saugrohreinspritzung  | Saugrohreinspritzung                    | Saugrohreinspritzung                    | Common-Rail-Einspritzung   | Common-Rail-Einspritzung   | Common-Rail-Einspritzung   | Common-Rail-Einspritzung   | Common-Rail-Einspritzung      | Common-Rail-Einspritzung   |
| Motoraufladung                              | –                     | –                                       | –                                       | Turbolader, Ladeluftkühler | Turbolader, Ladeluftkühler | Turbolader, Ladeluftkühler | Turbolader, Ladeluftkühler | Turbolader, Ladeluftkühler    | Turbolader, Ladeluftkühler |
| Kühlung                                     | Wasserkühlung         | Wasserkühlung                           | Wasserkühlung                           | Wasserkühlung              | Wasserkühlung              | Wasserkühlung              | Wasserkühlung              | Wasserkühlung                 | Wasserkühlung              |
| Bohrung × Hub                               | 80,5 mm × 78,5 mm     | 80,5 mm × 88,3 mm                       | 80,5 mm × 97,6 mm                       | 78,0 mm × 83,6 mm          | 86,0 mm × 86,0 mm          | 86,0 mm × 86,0 mm          | 84,0 mm × 90,0 mm          | 86,0 mm × 96,0 mm             | 86,0 mm × 96,0 mm          |
| Hubraum                                     | 1598 cm³              | 1798 cm³                                | 1987 cm³                                | 1598 cm³                   | 1998 cm³                   | 1998 cm³                   | 1995 cm³                   | 2231 cm³                      | 2231 cm³                   |
| Verdichtungsverhältnis                      | 10,7:1                | 10,5:1                                  | 10,0:1                                  | 16,5:1                     | 15,8:1                     | 15,8:1                     | 16,5:1                     | 15,7:1                        | 15,7:1                     |
| max. Leistung bei min−1                     | 97 kW (132 PS) /6400  | 108 kW (147 PS) /6400                   | 112 kW (152 PS) /6200                   | 82 kW (112 PS) /4000       | 91 kW (124 PS) /3600       | 93 kW (126 PS) /3600       | 105 kW (143 PS) /4000      | 110 kW (150 PS) /3600         | 130 kW (177 PS) /3600      |
| max. Drehmoment bei min−1                   | 160 Nm /4400          | 180 Nm /4000                            | 196 Nm /4000                            | 270 Nm /1750–2250          | 310 Nm /1600–2400          | 310 Nm /1800–2400          | 320 Nm /1750–2250          | 340 Nm /2000–2800             | 400 Nm /2000–2800          |
| Kraftübertragung                            |                       |                                         |                                         |                            |                            |                            |                            |                               |                            |
| Antrieb                                     | Vorderradantrieb      | Vorderradantrieb                        | Vorderradantrieb                        | Vorderradantrieb           | Vorderradantrieb           | Vorderradantrieb           | Vorderradantrieb           | Vorderradantrieb              | Vorderradantrieb           |
| Getriebe, serienmäßig                       | 6-Gang-Schaltgetriebe | 6-Gang-Schaltgetriebe                   | 6-Gang-Schaltgetriebe                   | 6-Gang-Schaltgetriebe      | 6-Gang-Schaltgetriebe      | 6-Gang-Schaltgetriebe      | 6-Gang-Schaltgetriebe      | 6-Gang-Schaltgetriebe         | 6-Gang-Schaltgetriebe      |
| Getriebe, optional                          | –                     | Stufenloses Getriebe (CVT) Multidrive-S | Stufenloses Getriebe (CVT) Multidrive-S | –                          | –                          | –                          | –                          | 6-Stufen- Automatik- getriebe | –                          |
| Messwerte (Limousine)                       |                       |                                         |                                         |                            |                            |                            |                            |                               |                            |
| Höchstgeschwindigkeit                       | 200 km/h              | 200 km/h                                | 205 km/h                                | 180 km/h                   | 200 km/h                   | 200 km/h                   | 200 km/h                   | 210 km/h (205 km/h)           | 220 km/h                   |
| Beschleunigung, 0–100 km/h                  | 10,4 s                | 9,4 s (10,4 s)                          | 9,0 s (10,0 s)                          | 11,4 s                     | 9,8 s                      | 9,7 s                      | 9,5 s                      | 8,9 s (9,5 s)                 | 8,5 s                      |
| Kraftstoffverbrauch auf 100 km (kombiniert) | 6,5 l S               | 6,5 l S (6,6 l S)                       | 6,9 l S (7,0 l S)                       | 4,1 l D                    | 4,5 l D                    | 5,4 l D                    | 4,5 l D                    | 5,4 l D (6,2 l D)             | 5,8 l D                    |
| CO2-Emissionen (kombiniert)                 | 150 g/km              | 152 g/km (154 g/km)                     | 161 g/km                                | 108 g/km                   | 119 g/km                   | 141 g/km                   | 119 g/km                   | 143 g/km (165 g/km)           | 153 g/km                   |
| Messwerte (Kombi)                           |                       |                                         |                                         |                            |                            |                            |                            |                               |                            |
| Höchstgeschwindigkeit                       | 195 km/h              | 200 km/h                                | 200 km/h                                | 180 km/h                   | 200 km/h                   | 200 km/h                   | 200 km/h                   | 210 km/h (205 km/h)           | 220 km/h                   |
| Beschleunigung, 0–100 km/h                  | 10,6 s                | 9,7 s (10,7 s)                          | 9,3 s (10,3 s)                          | 11,4 s                     | 10,1 s                     | 10,0 s                     | 10,1 s                     | 9,2 s (9,8 s)                 | 8,8 s                      |
| Kraftstoffverbrauch auf 100 km (kombiniert) | 6,5 l S               | 6,6 l S (6,8 l S)                       | 7,0 l S                                 | 4,2 l D                    | 4,6 l D                    | 5,4 l D                    | 4,6 l D                    | 5,5 l D (6,4 l D)             | 5,9 l D                    |
| CO2-Emissionen (kombiniert)                 | 151 g/km              | 153 g/km (158 g/km)                     | 162 g/km                                | 109 g/km                   | 120 g/km                   | 142 g/km                   | 120 g/km                   | 147 g/km (170 g/km)           | 157 g/km                   |

1. 1 2  Werte in runden Klammern „( )“ für Automatikgetriebe bzw. Stufenloses Getriebe

- Die Verfügbarkeit der Motoren ist von Modell, Ausstattung und Markt abhängig.